# 乾安县
乾安县是中国吉林省松原市所辖的一个县。位于吉林省的西北部，松原市西部，松嫩平原腹地，松花江、嫩江汇合处以南，属松花江第二和第三阶地，有“乾安台地”之称。

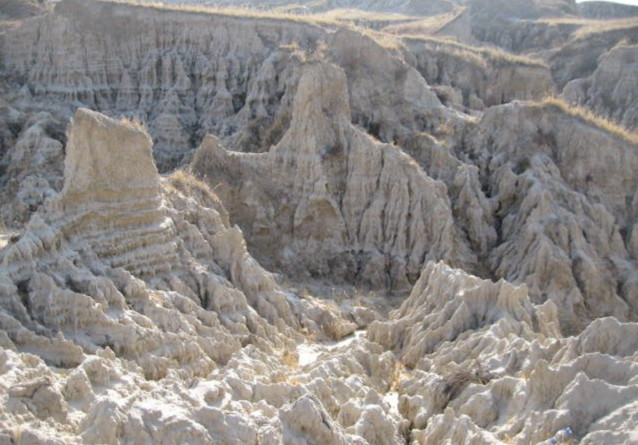
乾安泥林

## 行政区划
乾安县下辖3个街道办事处、6个镇、4个乡：
荣业街道、驰誉街道、如松街道、乾安镇、大布苏镇、水字镇、让字镇、所字镇、安字镇、余字乡、道字乡、严字乡、赞字乡、国营林场、腾字种畜场、大遐畜牧场、乾安鹿场、来字良种繁育基地和地字种畜场。

## 历史
清朝和民国初年，乾安为哲里木盟郭尔罗斯前旗属地。民国初年，乾安水草丰茂，土地肥沃，人烟稀少，是放牧、垦荒的理想地方，所以也来此开荒占草。包括当时吉林省长张作相及其手下军政要员、名绅显贵也闻风而至，各显神通“跑马占地”，“招工开垦”。村落名称尚无统一之规，有的保留了原来的蒙古屯名，如：大布苏（现夙字井）、好力保（现灵字井）；有的以村主名字、职务为屯名，如王财窝堡（今能字井）、赵老得围子（今往字井）、团长围子（今鳞字井）、师长围子（今才字井）、省长围子（今采字井）；有的以地形、地物为村名，如后山弯（今西玉字井）、六方地（今东君字井）、双榆树（今命字井）；有的以户数和房的撮数为村名，如五家户（现官字井）、三家子（现乃字井）、十二撮（现兰家井）；有的以村主的绰号为村名，如少爷窝堡（今前入字井）、大傻窝堡（今称字井）。民国十五年四月（1926年）经吉林省长张作相与郭尔罗斯前旗蒙王、哲里木盟盟长齐默特色木丕勒磋商，商定勘放郭尔罗斯前西部蒙荒，设县治理。1926年11月，全荒勘丈告竣。为了便于土地的买卖和租佣，丈量时，按中国古代“井田制”的基本格局，把全县土地划成一个个方块，每一方块均成“口”字形，每一口字又和周围口字四面相连，口字延伸成“井”字形。每一方地称为井方。丈量后，全县共划整井二百七十四个，每个井方内又划出小方三十六个，每方面积为四十五垧（每垧长、宽各6·6华里）。因当时采用“跑马占荒”的习惯方法圈定勘放范围，造成勘放土地的周围形状很不规范，丈量时，延边界留下了不少无法成方的土地。于是，成方的土地称为“整井”，相对的把不成方的土地称为“破井”，这样的破井有三十五个。省长张作相决定用中国传统的启蒙读物――《千字文》为每个井方定名。一九二六年六月十九日，勘放总局发布第一号布告，布告中明确规定，用《千字文》为每一井方定名，排列方法是，按照“从上至上，从右至左”的中国传统的书写习惯，排列村名，在地图中，上为北，右为东，所以，从东北向西南排列，排列顺序是，从《千字文》开头“开地元黄”开始。一句句一字字往下排列，每个井方一个字，这个字便作为这个井方的名头，而井方的“井” 字便作为名尾，所有井方一律称为“*字井”。从《千字文》的第一句“天地元黄”起，到一百一十九句“既集坟黄”止，在总计四百七十六字中选用二百六十八字定为村名，弃掉二百零八个字。弃掉的字中，基本上是属于这样六类情况： 
- 同音字、近似音字只用一个
- 字义“不祥”的字不用
- 字音“不吉利”的不用
- 笔划繁杂书写不方便的字不用
- 字义有伤“风化”的不用
- 文言虚字和数字不用
- 用做村名容易闹出笑话的不用

1927年6月筹建县城，也是按井方名称排列，县城按《千字文》排序正好建在“伐”字的井方内。1928年4月正式建县。按该县在吉林省西北部与八卦中的乾卦方位相吻合，而用其“乾”字，又因当时这里匪患猖獗，所以复用一个“安”字，定名为乾安，寓意为吉林省西北平安。成立设治局，属吉林省吉长道。
九一八事变前，全县只建村落92个，有居民七千余户。随着时间推移，人口增加，村落不断扩大，给生产和生活带来诸多不便，这样，一些村落就开始分屯。如“寸阴是竞”的竞字井，就分为前竞字井、后竞字井、东南竞字井；“女慕贞洁”的洁字井分为前洁字井、西洁字井、东洁字井和腰洁字井。在村落分划中，同一井方内新建的村落不另起村名，一般的是按东、西、前、后、东南、西南，东北、西北八个方位上，就把方位名称填在原来的名字前面。中间的位置习惯称为“腰”。还有的按大小区分，这里的大小并不完全按规模，大多是按建屯的时间。还有特殊的村落用正、附加以区分。

## 人口
根据第七次人口普查数据，截至2020年11月1日零时，乾安县常住人口为205542人。

## 特产
乾安红辣椒、乾安糯玉米、乾安黄小米：中国地理标志产品。